# Comitetul Național Român (1848)
Comitetul Național Român a fost o organizație de coordonare a revoluției românilor din Transilvania în 1848. 
După izbucnirea mai multor răscoale românești în 1847 și începutul anului 1848, mai multe « comitete naționale » se formează adhoc în diferite locuri unde ideile revoluționare naționale prind între români. Pe 3/15 mai 1848 a avut loc la Blaj o mare adunare națională, prezidată de episcopii Ioan Lemeni și Andrei Șaguna.
Adunarea a ales un Comitet Național, din care făceau parte Avram Iancu (venit la adunare cu 10.000 de moți), Andrei Mureșanu (1816-1863, autorul poeziei Un răsunet / Deșteaptă-te române, devenită după 1989 imnul de stat al României), Simion Bărnuțiu, Alexandru Papiu Ilarian, August Treboniu Laurian, Timotei Cipariu etc.
Comitetul avea trei mari preocupări:
- problema țărănească (românii erau încă iobagi)
- problema națională (o singură națiune română în toate provinciile românești)
- problema independenței naționale a Transilvaniei (ungurii voiau să alipească Ardealul Ungariei, ceea ce Dieta a și votat la 29 mai 1848)

În iunie 1848 guvernatorul Teleky declară desființat Comitetul Național Român, care de acum functionează în ilegalitate la Sibiu. Membrii săi sunt arestați; eliberați de mulțimea răsculată, se refugiează la Orlat, unde are loc o nouă mare adunare românească la sfârșitul lui septembrie. Adunarea hotărăște crearea unei Gărzi Naționale Românești înarmată și se respinge categoric unirea cu Ungaria. Guvernul de la Pesta nu mai este recunoscut, cerându-se directa dependență față de împăratul de la Viena, aderarea la constituția austriacă de la 25 aprilie 1848, Dieta Transilvaniei să fie compusă și de români în proporție etnică cu celelalte națiuni. Procesul verbal este semnat de Papiu Laurian, Simion Barnuțiu, Bălășescu, Avram Iancu, de Axente Sever, Ioan Brad, Ioan Pipoșiu și Vasile Tămaș. Comitetul Național este format din Bărnuțiu, Bălășescu, Laurian, Papiu Ilarian, Ioan Brad, Florian Micaș și Avram Iancu ca prefect general, însărcinat cu conducerea militară.
La 2 octombrie generalul austriac Anton Puchner a recunoscut Comitetul Național Român drept unicul reprezentant legal al românilor și a încheiat alianță cu comitetul. Dar în ianuarie 1849 generalul revoluționar Jozef Bem a înfrânt armata austriacă a generalului Puchner și astfel Comitetul Național Român a fost obligat să ia drumul exilului, în Țara Românească. 
Unii din fruntașii revoluționari însă, în frunte cu Avram Iancu, Ioan Buteanu, Axente Sever, Simion Balinț, Nicolae Vlăduț, Vasile Moldovean, adună legiunile pentru a organiza apărarea ultimelor puncte de rezistență ce au mai rămas, în Munții Apuseni. Spre mijlocul anului 1849 trupele maghiare sunt învinse de trupele țariste conduse de generalul Lüders, cu ajutorul miilor de transilvăneni organizați într-o armată de Avram Iancu.
Începând cu 1850, pacea se restabilește și austriecii preiau încet-încet din nou controlul Ardealului. Membrii Comitetului încep să fie urmăriți spre a fi eliminați sau intimidați, dar Comitetul însuși continuă să existe.